# ナグリグ
ナグリグ (アラビア語: نجريج)  は、エジプトのガルビーヤ県にある村で、バショーン市の近くにある。

## 著名な出身者

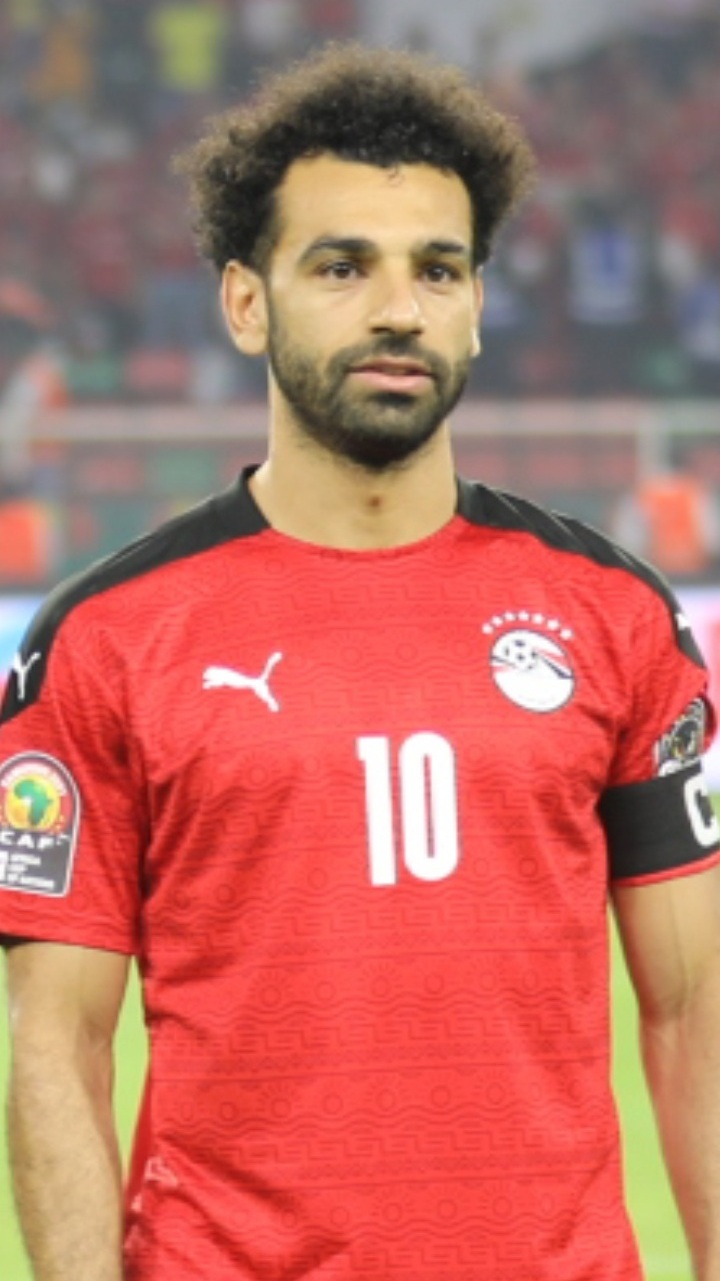
モハメド・サラー

- モハメド・サラー[1] - サッカー選手